# Service de police de la Ville de Québec
Le Service de police de la ville de Québec (SPVQ) est le service de police de l'agglomération de Québec. Fondé en 1843, il regroupe aujourd'hui près de 900 policiers répartis sur un territoire d'environ 550 km².

## Histoire

### Création du service

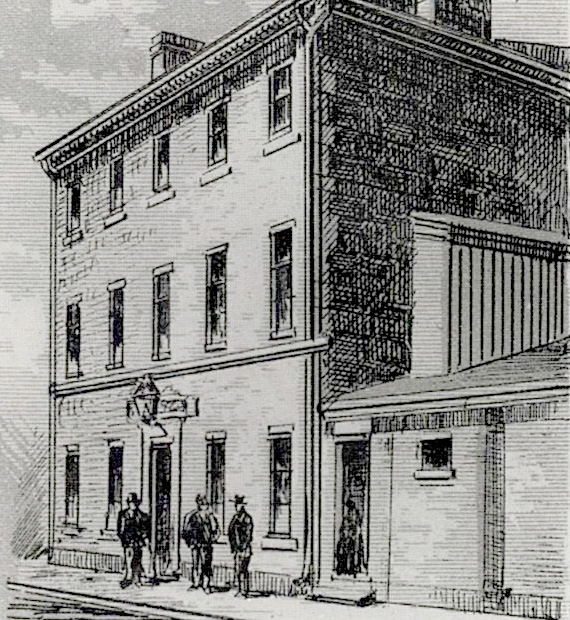
Station de police de la Cité, en 1887, rue Saint-Louis.

Le premier service de police structuré et digne de ce nom dans la cité de Québec est constitué en 1843. Cette année-là quelque 28 hommes font partie du corps, dont une majorité d'origine irlandaise ou du moins d'expression anglaise. Un nouveau règlement adopté en 1858 apporte des précisions à ce nouveau service de police : augmenter les effectifs à 50 hommes, diviser le territoire en cinq districts mais également scinder la force entre constables d'expression anglaise et Canadiens français à fin de prévenir les conflits, en cette époque où les francophones de la ville avaient peu d'estime pour le métier de policier.

### Développement
Dès la fin du XIXe siècle, de nouvelles technologies seront utilisées : téléphone (1886), transmission radio et automobile (1895), photographie (1914), prise d'empreintes digitales (1926), de nouveaux quartiers seront annexés à la ville, tels que Saint-Sauveur en 1889, Limoilou en 1909 et Montcalm en 1913, et un département de circulation est instauré en 1939. Durant cette quarantaine d'années, le nombre de postes de police passe de 6 à 17.

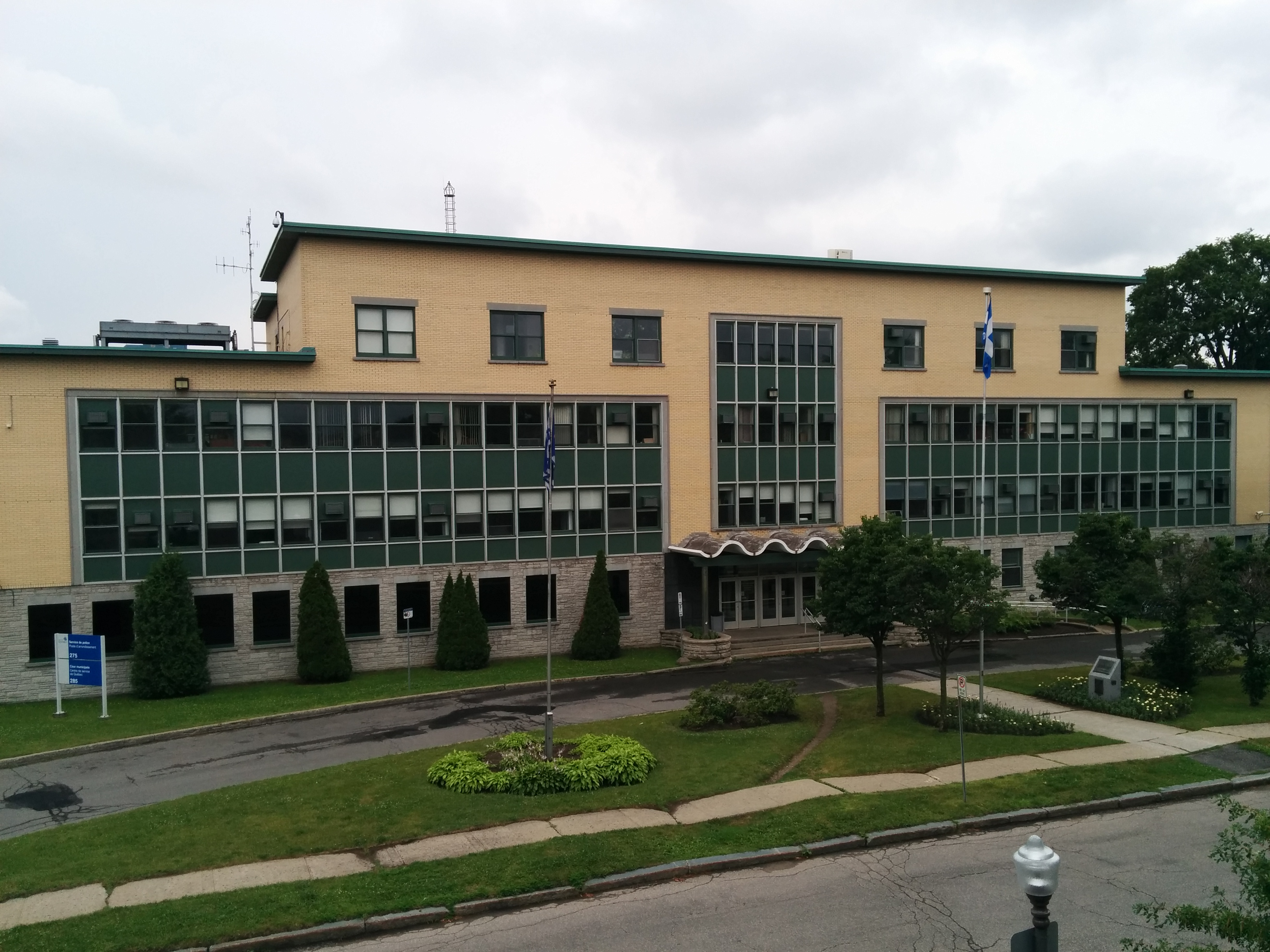
Centrale du parc Victoria effective de 1964 à 2024

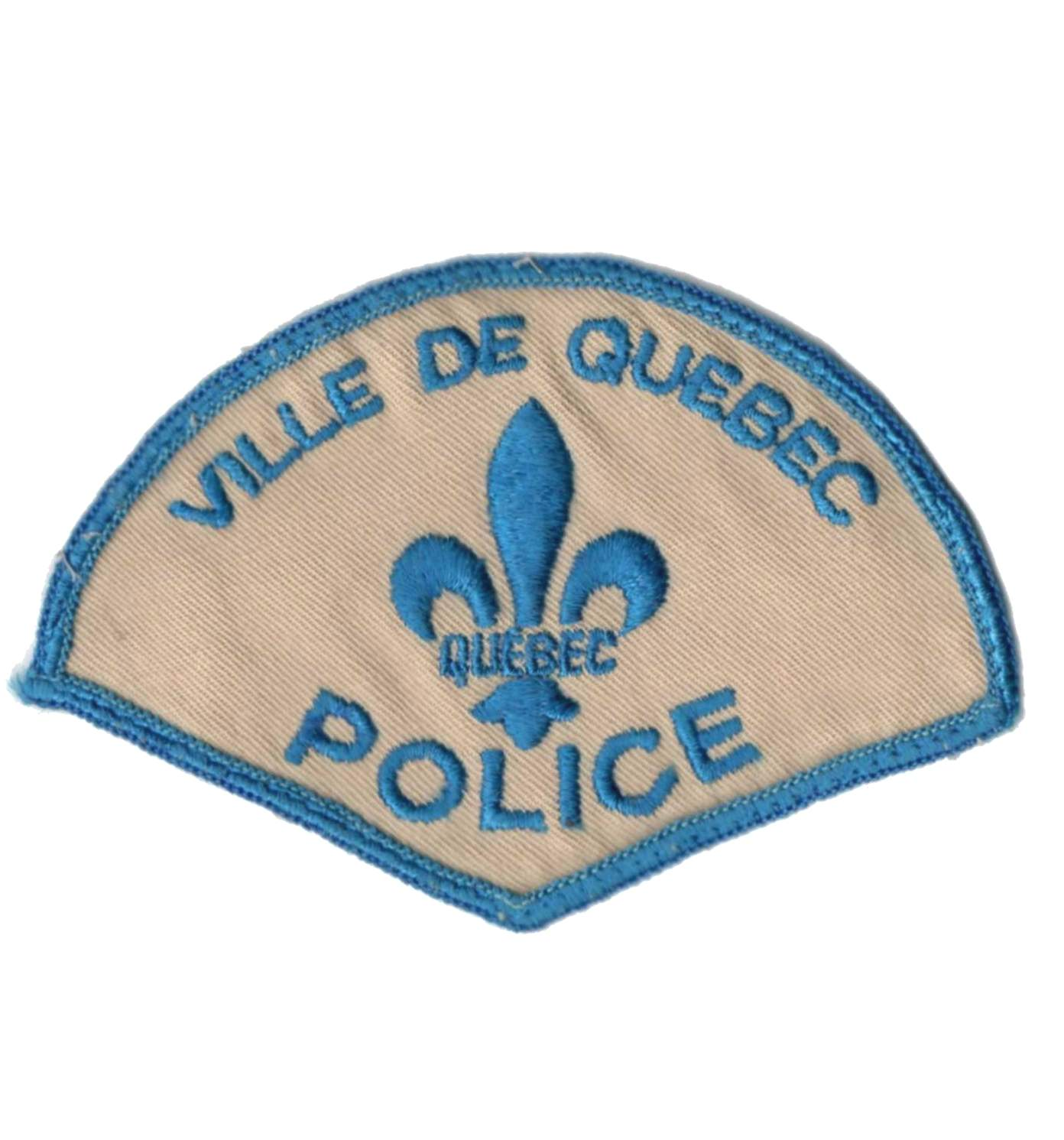
Insigne des années 1970

Les anciennes localités de Duberger, Neufchâtel, Les Saules et Charlesbourg-Ouest sont intégrées à Québec au début des années 1970 et le SPVQ voit ses effectifs augmentés en conséquence. En 1992, une entente intermunicipale confère à la police de Québec la protection du territoire de Saint-Augustin-de-Desmaures puis de la ville de Beauport et celle de Vanier en 1993.

### Fusions et réorganisation
En 2002, cinq autres corps de police (Charlesbourg, Haute-Saint-Charles, Sainte-Foy, Sillery et Val-Bélair) sont intégrés à celui de Québec dans le cadre des réorganisations municipales ayant cours dans la province.
L'une des enquêtes les plus médiatisées du SPVQ, Opération Scorpion, se concrétise en 2002 avec l'arrestation d'individus liés à un réseau prostitution juvénile.

### Nouvelle centrale de police
En mai 2016, la Ville annonce une réorganisation à venir de ses postes. La centrale de police du parc Victoria (également responsable de l'arrondissement La Cité-Limoilou), le poste desservant les arrondissements de Charlesbourg et Beauport ainsi que celui assigné à La Haute-Saint-Charles et Les Rivières seront éventuellement fermés, puis remplacés par un futur quartier général à ériger dans le quartier Lebourgneuf, à proximité du boulevard Pierre-Bertrand et de l'Autoroute 40, face aux bureaux de la Sûreté du Québec. Le poste de Sainte-Foy–Sillery–Cap-Rouge sera conservé et un poste moins grand sera aménagé dans l'édifice F.-X. Drolet de Saint-Roch, à fin de conserver une présence au centre-ville, où ont lieu environ 44% des interventions. Le centre de détention et la cour municipale de la centrale du parc Victoria y seront aussi déménagés. En mai 2018, le maire Régis Labeaume  annonce que le projet de déménagement de la centrale à Lebourgneuf n'est plus définitif.
La nouvelle centrale est construire finalement entre 2021 et 2023 dans l'Arrondissement Les Rivières  dans le quartier Neufchâtel-Est–Lebourgneuf sur un terrain à l'intersection de l'Autoroute Laurentienne et du Boulevard Louis-XIV au 495, boulevard Louis-XIV. L'édifice est inaugurée le 14 mai 2024 avec l'intégration des policiers et des effectifs progressivement jusqu'à la fin de l'année 2024. La nouvelle Centrale a couté 112 millions de dollars soit 2.3 millions moins cher que les prévisions de construction.
Un nouveau poste de quartier remplace la Centrale du parc Victoria. Il s'ait du Poste F.-X. Drolet situé dans l'ancien édifice de la compagnie Drolet aux coins de la rue du Pont et rue des Commissaires dans le quartier Saint-Roch

## Composition
Ce service de grande envergure dessert une population d'environ 547 153 habitants en 2013. Ainsi, le SPVQ est classé corps de police municipal de niveau 4 et doit donc rendre un niveau de service conséquent. Ce niveau inclut entre autres:
- Enquêtes sur les meurtres ou les tentatives de meurtres
- Contrôle de foule en partenariat avec la Sûreté du Québec
- Intervention impliquant une personne armée ou barricadée ainsi que les prises d'otage depuis 2020
- Surveillance électronique
- Intervention à risque élevée
- Groupe tactique d'intervention (GTI)

Le Service possède son « Groupe tactique d'intervention » (12 hommes), inspiré par le GTI de la Sûreté du Québec, ainsi que des policiers à vélo.
Le SPVQ a commencé à remplacer progressivement sa flotte de véhicules de patrouille Crown Victoria en 2015 à la faveur du modèle Taurus Interceptor toujours de Ford.

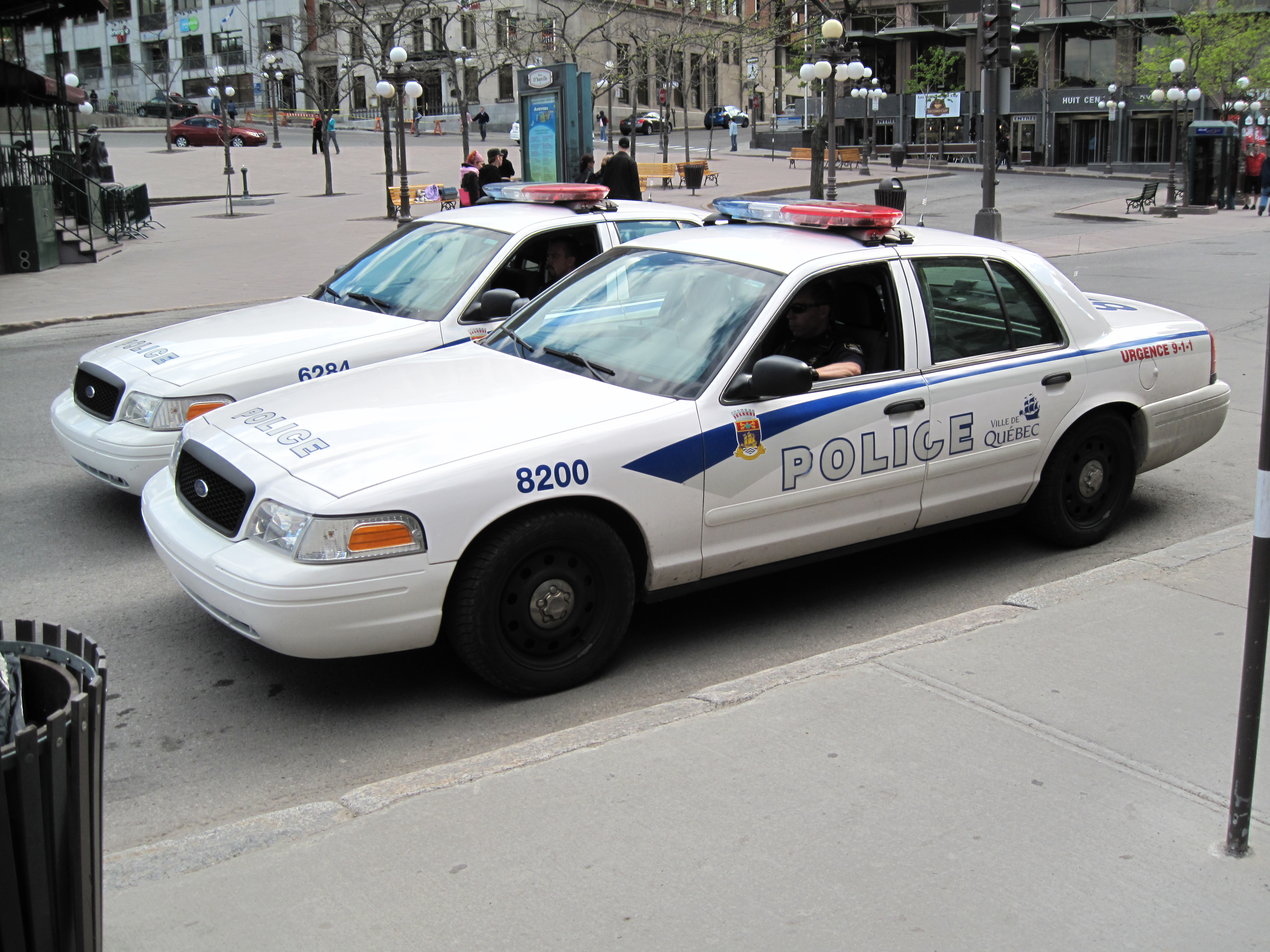
Véhicules Crown Victoria, en 2009
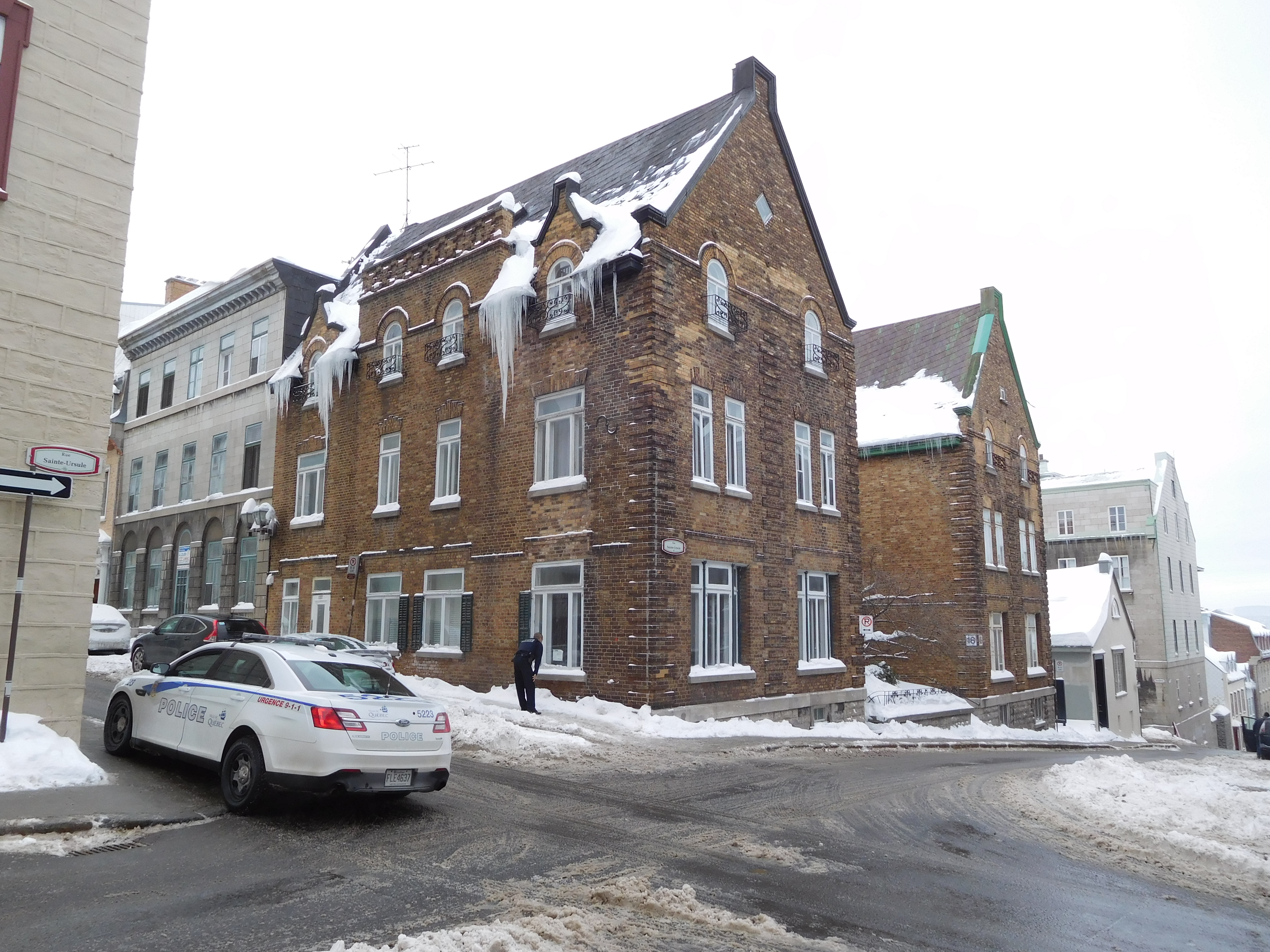
Véhicule Ford Taurus, en 2017
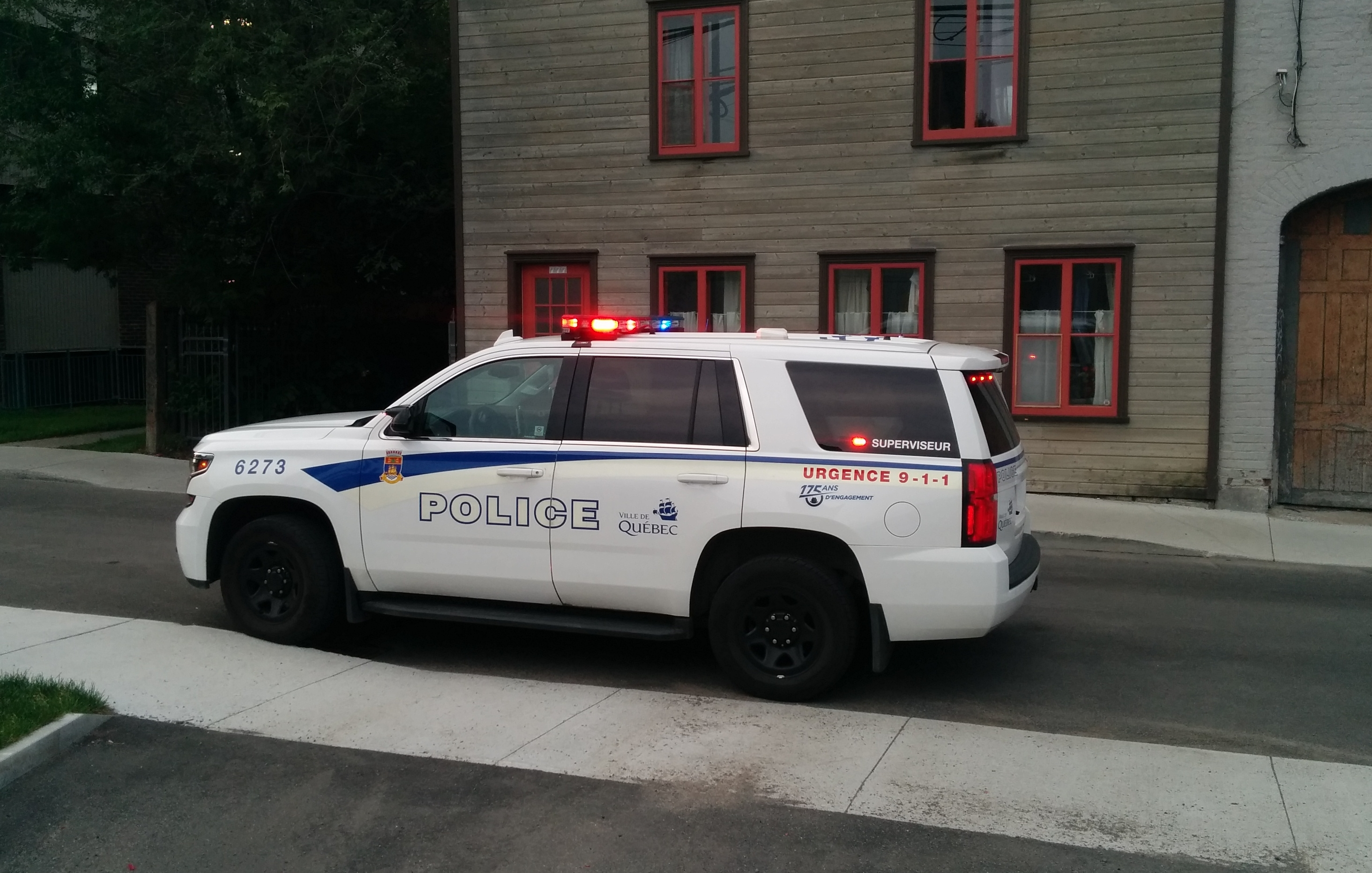
Véhicule de superviseur (Chevrolet Tahoe), en 2018
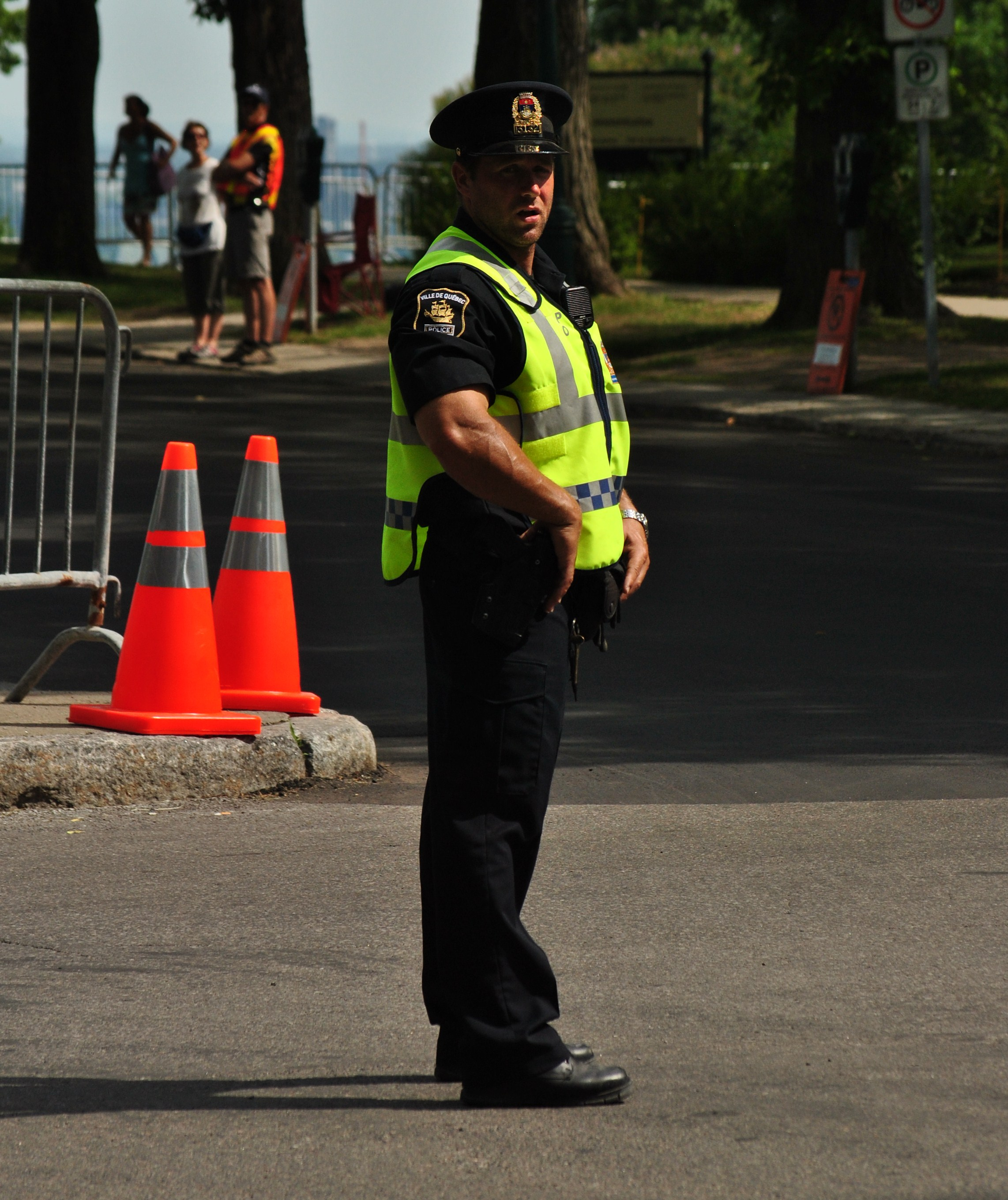
Agent assigné à la circulation
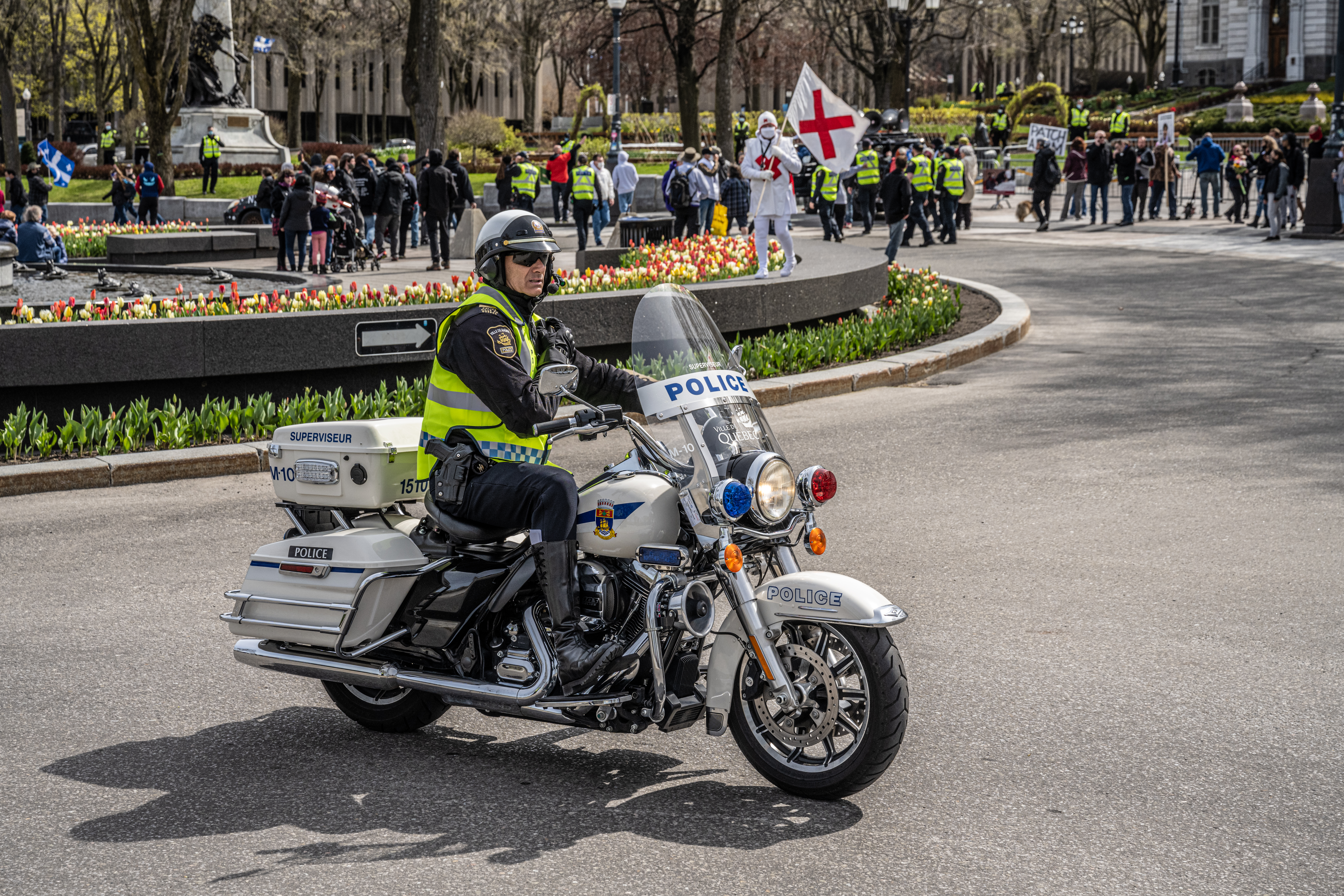
Motocyclette en 2021

## Statistiques
| Évènements                     | 2014  | 2015  | 2016  | 2017  | 2018  | 2019  | 2020  | 2021  | 2022  | 2023  |
| ------------------------------ | ----- | ----- | ----- | ----- | ----- | ----- | ----- | ----- | ----- | ----- |
| Meurtres au 1er degré          | 3     | 2     | 1     | 7     | 2     | 5     | 4     | 4     | 1     | 4     |
| Tentatives/complots de meurtre | 7     | 11    | 7     | 5     | 7     | 3     | 11    | 3     | 6     | 10    |
| Vols et autres infractions     | 5 313 | 5 332 | 5 018 | 5 455 | 5 065 | 4 924 | 3 846 | 6 829 | 7 868 | 8 330 |

L'année 2017 a notamment été marquée par l'attentat de la grande mosquée de Québec (six morts et huit blessés), et 2020 par la tuerie du Vieux-Québec (2 morts et cinq blessés).

### Décès en service
11 membres du Service de police de la Ville de Québec sont décédés dans l’exercice de leurs fonctions depuis 1843:  
- John Brady - 7 octobre 1852.
- Albert Forgues - décembre 1923. Tombé de son cheval de la police montée.
- Wilfrid Tremblay - 9 août 1934.
- L'agent Roger Girard est décédé à l’âge de 34 ans en le 1er janvier 1983, happé par une voiture sur le boulevard Dufferin-Montmorency alors qu’il était à faire la circulation routière.
- Les agents Yves Têtu et Jacques Giguère sont abattus dans le parc industriel Jean-Talon le 3 juillet 1985 par le policier Lefebvre de la ville de Sainte-Foy, pris en flagrant délit de vol par effraction.
- Paule Simard et Yvan Filteau trouvent la mort lors d’un écrasement d’hélicoptère à la chute Montmorency le 25 octobre 1993 alors qu'ils recherchaient un disparu[20].

### Profilage racial
Le profilage racial au sein de la Police du Québec fait référence aux pratiques discriminatoires menées par les forces de sécurité dans la province de Québec, Canada, où des individus sont sélectionnés ou traités différemment en fonction de leur race, ethnie ou origine nationale, plutôt qu'en fonction de preuves objectives de leur comportement. Cette pratique a fait l'objet de critiques et de controverses au cours des dernières décennies, notamment en ce qui concerne la communauté afro-descendante et d'autres minorités ethniques. Bien que les autorités provinciales aient mis en place diverses mesures pour combattre ces actions, des allégations et des preuves suggèrent que le profilage racial reste un problème au sein du système policier du Québec.

#### Agression de jeunes noirs devant une discothèque
La police de la ville de Québec a annoncé[Quand ?] la suspension de cinq de ses agents après la diffusion sur les réseaux sociaux d'une vidéo montrant le traitement violent de deux jeunes noirs devant une discothèque au centre-ville. Sur les images, on peut voir l'un des agents pousser de la neige sur le visage d'un jeune noir allongé au sol en train d'être arrêté. Dans une autre vidéo, une jeune femme noire est traînée dans la neige, tandis qu'un agent semble la saisir par les cheveux.Le jeune homme arrêté s'est identifié comme Pacifique Niyokwizera, 18 ans, et son avocat, Fernando Belton, a déclaré qu'il croyait que son client avait été victime de profil racial. La ministre de la Sécurité publique, Geneviève Guilbault, a demandé au Commissaire à l'éthique policière du Québec, Marc-André Dowd, d'enquêter sur les actions des agents impliqués.
La ministre a mentionné que bien que certains leaders communautaires et élus aient demandé une enquête indépendante, elle estime que Dowd est la personne la mieux placée pour enquêter sur ce qui s'est passé. Jo-Kirby Olongbo, Vice-présidente de l'Entrepreneuriat du Forum Jeunesse Afro-Québécois (FJAQ), a salué les suspensions mais a déclaré qu'une enquête indépendante et impartiale sur l'incident était toujours nécessaire.D'autre part, il a été révélé que trois des agents impliqués dans l'incident avaient également participé à une altercation violente dans un restaurant italien la même nuit. Jean-Philippe St-Laurent, victime de violences policières au restaurant Portofino, a confié à Radio-Canada qu'il avait décidé de parler aux médias après avoir vu ce qui était arrivé à Niyokwizera cette nuit-là. St-Laurent a déclaré avoir été agressé par la police sans raison apparente alors qu'il était au restaurant avec des amis et avoir fini à l'hôpital à cause des blessures subies.
Quelques semaines plus tard, ce même Pacifique Niyokwizera fut mis en état d'arrestation lors d'une interceptation policière, alors que ces derniers croyaient que le véhicule était volé. Pacifique Niyokwizera avait en sa possession une arme de poing chargée, un silencieux pour arme de poing, une quinzaine de cellulaires, plus de 1800 $, environ 55 grammes de cocaïne et 5 grammes de cannabis. Il fut condamné à 26 mois de prison.

## Liste des directeurs
- 1858 - 1866 : Jean-Baptiste Bureau
- 1880 - 1895 : Léon P. Vohl
- 1903 - 1936 : Émile Trudel
- 1938 - 1942 : Adolphe-Stephen Thomas dit Bigaouette
- 1942 - 1950 : Jean-Jules Gagnon[23]
- 1950 - 1965 : Roger Lemire
- 1965 : Aimé Guillemette
- 1965 - 1968 : Gérard Girard
- 1968 - 1972 : Joseph-Alphonse Matte*
- 1973 - 1980 : Jean-Charles Vanhoutte
- 1980 - 1985 : Robert Vézina
- 1985 - 1996 : Normand Bergeron
- 1996 - 2000 : Richard Renaud[24]
- 2000 - 2001 : Alexandre Matte
- 2001 - 2006 : Daniel Langlais
- 2007 - 2011 : Serge Bélisle
- 2011 - 2016 : Michel Desgagné
- 2016 - 2021 : Robert Pigeon[25]
- 2021 - **** : Denis Turcotte[26]

- Joseph-Alphonse Matte est décédé en fonction lors d'un accident dans une automobile le 10 décembre 1972. Il devrait prendre sa retraite en mai 1973[27].